# Красеюв
Красеюв (пол. Krasiejów) — село в Польщі, у гміні Озімек Опольського повіту Опольського воєводства.
Населення — 1985 осіб (2011).

## Демографія
Демографічна структура станом на 31 березня 2011 року:
|          | Загалом | Допрацездатний вік | Працездатний вік | Постпрацездатний вік |
| -------- | ------- | ------------------ | ---------------- | -------------------- |
| Чоловіки | 985     | 147                | 710              | 128                  |
| Жінки    | 1000    | 118                | 663              | 219                  |
| Разом    | 1985    | 265                | 1373             | 347                  |